# Chuck D

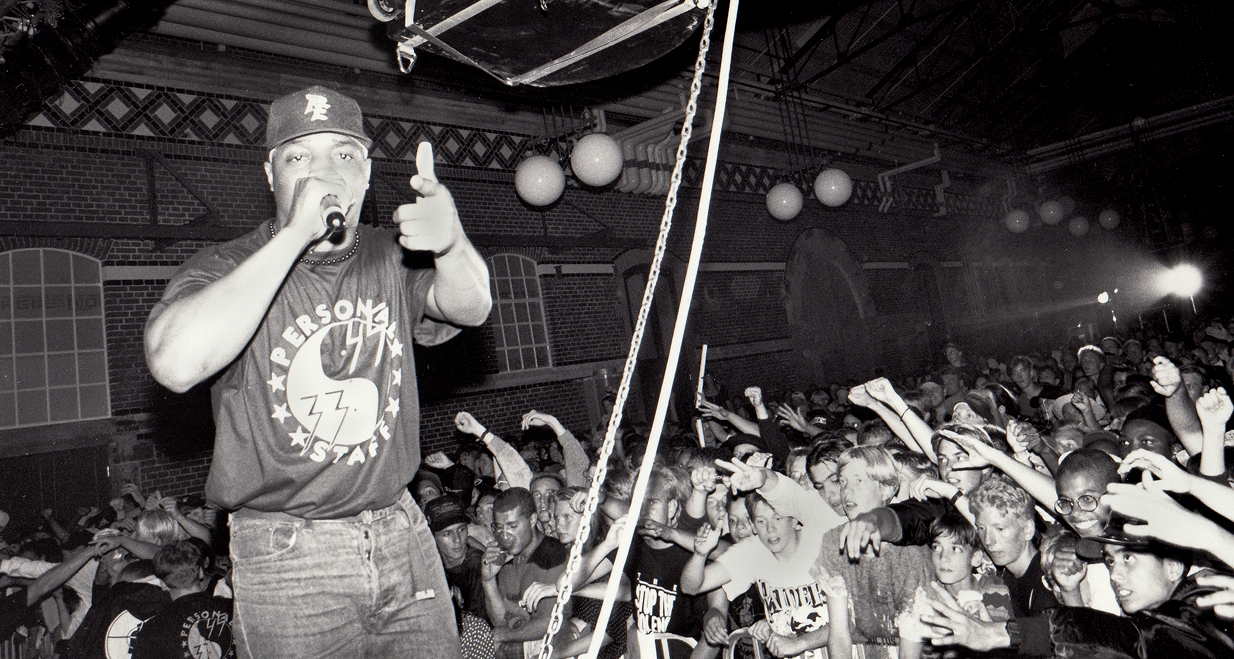
Chuck D выступает в Мальмё, 1991.

Ка́рлтон Ду́глас Ри́денхур (англ. Carlton Douglas Ridenhour; род. 1 августа 1960, Лонг-Айленд, Нью-Йорк), более известный как Chuck D (Чак Ди) — американский рэпер, автор и продюсер. Как лидер рэп-группы Public Enemy, которую он основал в 1985 году вместе с Flavor Flav, Chuck D помогал создавать политический и социально сознательный хип-хоп в середине 1980-х. На протяжении своей карьеры он также экспериментировал с рок-музыкой и состоял в рэп-рок-группах Confrontation Camp и Prophets of Rage; в первой ему компанию составили коллеги из Public Enemy, а в состав второй входили музыканты из Cypress Hill и Rage Against the Machine. Журнал The Source поставил его на 12-е место в своем списке 50 лучших хип-хоп исполнителей всех времен..  Живет в Калифорнии; потерял дом в результате пожара «Томас» в декабре 2017 года - январе 2018 года . Послужил прототипом одного из героев культового фильма Восьмая миля.

## Дискография

### В составе Public Enemy
Студийные альбомы
- Yo! Bum Rush the Show (1987)
- It Takes a Nation of Millions to Hold Us Back (1988)
- Fear of a Black Planet (1990)
- Apocalypse 91... The Enemy Strikes Black (1991)
- Muse Sick-n-Hour Mess Age (1994)
- He Got Game (1998)
- There's a Poison Goin' On (1999)
- Revolverlution (2002)
- New Whirl Odor (2005)
- How You Sell Soul to a Soulless People Who Sold Their Soul? (2007)
- Most of My Heroes Still Don't Appear on No Stamp (2012)
- The Evil Empire of Everything (2012)
- Man Plans God Laughs (2015)
- Nothing Is Quick in the Desert (2017)

### В составе Confrontation Camp
Студийные альбомы
- Objects in the Mirror Are Closer Than They Appear (2000)

### В составе Prophets of Rage
Студийные альбомы
- Prophets of Rage (2015)
- The Party’s Over (2016)

### Сольные альбомы
Студийные альбомы
- Autobiography of Mistachuck (1996)
- The Black in Man (2014)
- If I Can’t Change the People Around Me I Change the People Around Me (2016)[8][9]
- Celebration of Ignorance (2018)

Сборники
- Action (DJ Matheos Worldwide International Remix) — Most*hifi (featuring Chuck D. and Huggy) (2010)[10]
- Don’t Rhyme for the Sake of Riddlin' (as Mistachuck) (2012)
- Drums of death (2005)